# Mongoloraphidia (Mongoloraphidia) virgo
Mongoloraphidia (Mongoloraphidia) virgo is een kameelhalsvliegensoort uit de familie van de Raphidiidae. De soort komt voor in Pakistan.
Mongoloraphidia (Mongoloraphidia) virgo werd voor het eerst wetenschappelijk beschreven door H. Aspöck et al. in 1982.